# Doce de jaca

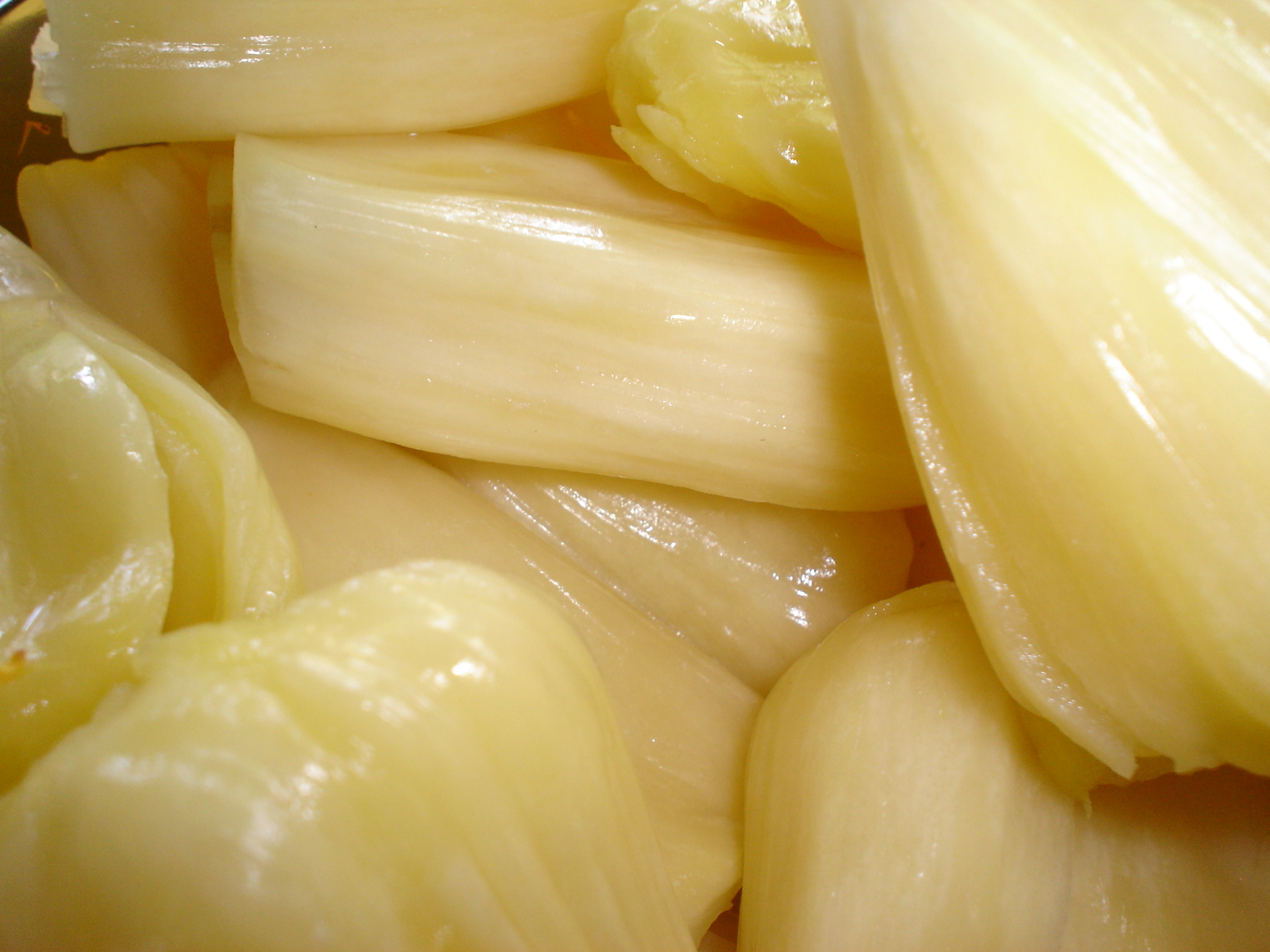
Polpa de jaca

Doce de jaca, também conhecido como compota de jaca ou doce de jaca em calda é um doce típico da culinária brasileira preparado a base de polpa de jaca madura, água e açúcar podendo também ser adicionado de cravo-da-índia, suco de limão, canela ou anis-estrelado.